# The McCalmans
The McCalmans waren een folktrio uit Schotland. Het trio, ontstaan in 1964, heeft constant getoerd en albums geproduceerd. Zij brachten hun zang harmonieus, met humor en respect voor de Schotse traditie. Zij traden op in Europa, in de Verenigde Staten, Canada, Australië, Nieuw-Zeeland, Bermuda, Kenia, Belize en zelfs op de Falklandeilanden.
In Schotland hadden zij zes belangrijke tv-series en ontelbare optredens voor de BBC Network Radio. In de 2e helft jaren 70 toerden ze meermaals in Duitsland voor de Engelse militaire bases. Opnames daarvan waren te horen op de British Forces Broadcasting Service (BFBS) in Köln. Tot nu toe produceerden zij 22 elpees en cd's.
The McCalmans hadden in totaal vijf leden. Ian McCalman (geboren op 1 september 1946, in Edinburgh, Lothian, Schotland), Hamish Bayne (geboren in Nairobi, Kenia) en Derek Moffat (geboren bij Dundee, Fife, Schotland) waren de oorspronkelijke leden. Hamish verliet de band en werd vervangen door Nick Keir. Derek overleed aan kanker in 2001, en werd vervangen door Stephen Quigg, een bekende van de band.
De groep toerde regelmatig in het Verenigd Koninkrijk, Denemarken, Duitsland en Nederland. In 2010 hield de groep op te bestaan, toen Ian besloot ermee te stoppen. Het laatste optreden was op 10 december.

## Discografie
- All In One Mind (1968)
- McCalmans' Folk (1968)
- Singers Three (1969)
- Turn Again (1970)
- No Strings Attached (1971)
- An Audience With The McCalmans (1973)
- Smuggler (1975)
- Full House (1976)
- Side By Side By Side (1977)
- Burn The Witch (1978)
- The Best of (1979)
- The Ettrick Shepherd (1980)
- McCalmans Live (1980)
- At Your Service (1980)
- Bonnie Bands Again (1982)
- Ancestral Maneuvers (1984)
- Macs Records (1986)
- Peace and Plenty (1986)
- Listen To The Heat (1988)
- Flames on The Water (1990)
- Songs From Scotland (1991)
- Honest Poverty (1993)
- In Harmony (1994)
- Festival Lights (1995)
- High Ground (1997)
- Keepers (1999)
- Scots Abroad (2006)

Ian McCalman, Nick Keir and Stephen Quigg.
- Where The Sky Meets The Sea (2002)

Stephen Quigg solo.
- Voice of My Island (1993)
- Scottish Collection (2000)
- Highlands Tomorrow (2003)